# Sergio Llamazares
Sergio Llamazares (nascido em 16 de junho de 1965) é um ex-ciclista de pista argentino que competiu no ciclismo nos Jogos Olímpicos de Verão de 1988.